# Jasus
Jasus Parker, 1883 é um género de lagostas (família Palinuridae) com distribuição natural restrita a algumas regiões dos oceanos do Hemisfério Sul. As espécies pretencentes a este grupo apresentam como característica distintiva duas protuberâncias em forma de corno projectando-se da parte frontal da carapaça, mas estão ausentes os órgãos estridulantes presentes em quase todos os restantes géneros de lagosta. Tal como os restantes membros da família Palinuridae (verdadeiras lagostas), os membros deste género não apresentam pinças e têm antenas longas e robustas, ainda que bastante flexíveis.

## Espécies
As seguintes espécies estão incluídas no género Jasus:
- Jasus caveorum Webber & Booth, 1995
- Jasus edwardsii (Hutton, 1875) – Sul da Austrália: Western Australia até a New South Wales & Tasmânia. South Island da Nova Zelândia
- Jasus frontalis (H. Milne-Edwards, 1837) – ilhas Juan Fernández, Islas Desventuradas
- Jasus jlemingi Glaessner, 1960 – um fóssil do Mioceno da Nova Zelândia [6]
- Jasus lalandii (H. Milne-Edwards, 1837) – sul da África (Namíbia até Algoa Bay, África do Sul
- Jasus paulensis (Heller, 1862) – Ilha de São Paulo e ilha de Amesterdã
- Jasus tristani Holthuis, 1963 – arquipélago de Tristão da Cunha; Monte submarino Vema

A espécie anteriormente conhecida por Jasus verreauxi, com distribuição natural nas águas em torno da Nova Zelândia (especialmente da North Island), das ilhas Chatham e da Austrália (Queensland até Victoria e Tasmânia), foi reclassificada e integrada no género monotípico Sagmariasus.

## Exploração comercial

Lagosta de carga (Jasus verreauxi).

A maior parte das espécies extantes do género Jasus são susceptíveis de captura comercial para consumo como mariscos. As maiores capturas ocorrem na Austrália, rendendo cerca de A$4.6 milhões em New South Wales, com a maioria das capturas a pertencerem à espécie J. edwardsii e à espécie aparentada Sagmariasus verreauxi. Jasus lalandii é a o mais importante marisco comercial capturado nas costas do sul da África.